# Bruno Schoeneberg
Bruno Schoeneberg (Altona, Hamburgo, 8 de dezembro de 1906 – Hamburgo, 25 de junho de 1995) foi um matemático alemão. Trabalhou com formas modulares e teoria dos números.

## Vida
Schoeneberg estudou matemática, astronomia e física a partir de 1925 na Universidade de Hamburgo e na Universidade de Göttingen. Após os exames estatais para o magistério (Lehramtsstaatsexamen) em 1930 obteve em 1932 um doutorado Universidade de Hamburgo, orientado por Erich Hecke, com a tese Berechnung irreduzibler Darstellungen endlicher Gruppen, Abh. Math. Seminar Univ. Hamburg 1933. Foi depois professor ginasial. Em 1936/1937 e na Segunda Guerra Mundial prestou serviço militar na marinha. Foi depois até 1966 professor ginasial no Gymnasium Kaiser-Friedrich-Ufer em Hamburgo (Eimsbüttel), onde foi seu aluno, dentre outros, Jürgen Ehlers. Após obter a habilitação em 1960 em Hamburgo (Beiträge zur Theorie der elliptischen Modulfunktionen) foi lá em tempo parcial privatdozent no Seminário de Matemática e em 1957 professor horista. Em 1966 professor extraordinário e em 1970 professor ordinário. Em 1975 aposentou-se. Em 1969/1970 foi professor visitante na Universidade de Karlsruhe e em 1971 em Taipé.
Escreveu um livro standart sobre formas modulares.
Foi desde 1949 membro da Mathematische Gesellschaft in Hamburg. Em 1970 tornou-se membro correspondente da Academia de Ciências de Göttingen. Em 1962 apresentou um trabalho no Congresso Internacional de Matemáticos em Estocolmo (Eisensteinsche Reihen von Primzahlstufe).

## Obras
- com Arnold Scholz Einführung in die Zahlentheorie, de Gruyter 1973
- Elliptic modular functions, Grundlehren der mathematischen Wissenschaften, Springer 1974